# 104 Klimena
104 Klimena (mednarodno ime 104 Klymene, starogrško starogrško Κλυμένη: Kliméne) je  velik in temen asteroid tipa C v glavnem asteroidnem pasu. 
Je član asteroidne družine Temida.

## Odkritje
Asteroid je odkril 13. septembra 1868 James Craig Watson (1838 – 1880).. Poimenovan je po eni izmed mnogih Klimen v grški mitologiji.

## Lastnosti
Asteroid Klimena obkroži Sonce v 5,604 letih. Njegova tirnica ima izsrednost 0,153, nagnjena pa je za 2,791° proti ekliptiki. Njegov premer je 123,7 km, okrog svoje osi pa se zavrti v 8,984 urah .
Sestavljen je verjetno iz ogljikovih spojin.